# 宏普科技
樺賦科技（Thecus Tech. Corp.）成立於2004年10月，是一家台灣的網路儲存伺服器與網路監控設備生產商，總部位於新北市汐止區新台五路一段遠東世界中心內。樺賦科技主要的生產基地位於台灣，並在美國、荷蘭設有分公司。主要生產產品為網路附加儲存設備。

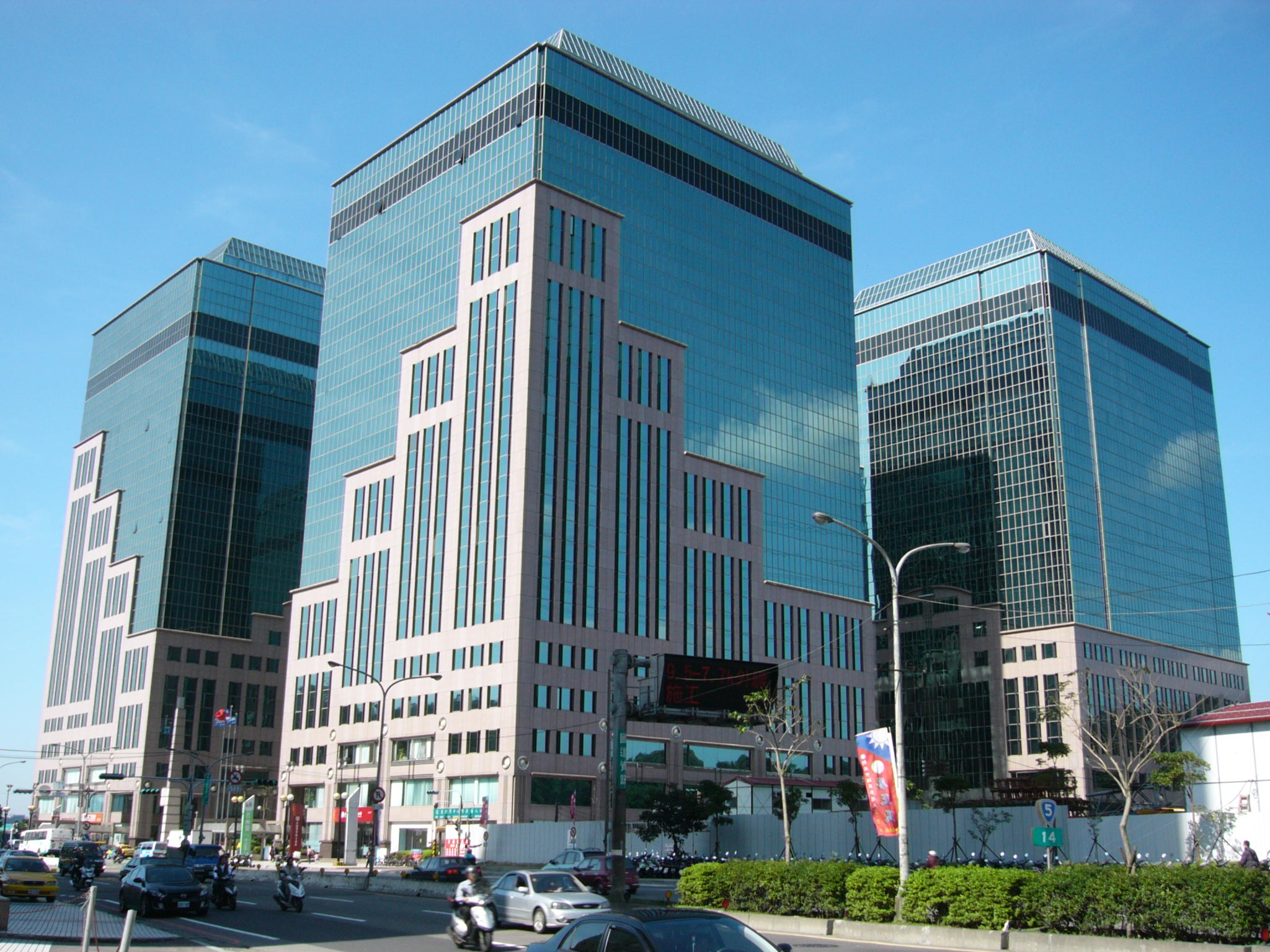
宏普科技總部所在的遠東世界中心

樺賦科技在初創時主要的產品為附加儲存設備，由於拉丁文的「儲存」就是Thecus，所以用 「Thecus」作為英文品牌名稱，官方中文譯名為「色卡司」。

## 外部連結
- 樺賦科技官方網站（页面存档备份，存于）